# 존 키츠하버
존 앨버트 키츠하버(John Albert Kitzhaber, 1947년 3월 5일~)은 미국의 정치인으로 오리건주 하원의원·상원의원, 오리건주 주지사를 역임하였다.

## 학력
- 다트머스 대학교 인문사회 학사
- 오리건 보건과학 대학교 의무박사

## 경력
- 1979. 1.~1981. 1. 제60대 오리건주 45구 하원의원
- 1981. 1.~1993. 1. 제61·62·63·64·65·66대 오리건주 23구 상원의원
- 1985. 1.~1993. 1. 제50대 오리건주 상원의장
- 1995. 1.~2003. 1. 제35대 오리건주 주지사
- 2011. 1.~2015. 2. 제37대 오리건주 주지사

## 배우자
- 로즈마리 리네한(1971년 결혼, 1974년 사별)
- 샤론 라크루아(1995년 결혼, 2003 이혼)
- 실비아 헤이즈(2003~): 동거인

## 역대 선거 결과
| 선거명      | 직책명                       | 대수 | 정당   | 득표율 | 득표수    | 결과 | 당락               |
| ----------- | ---------------------------- | ---- | ------ | ------ | --------- | ---- | ------------------ |
| 1978년 선거 | 하원의원 (오리건 제45선거구) | 60대 | 민주당 | 52.27% | 7,468표   | 1위  | 오리건 주의원 당선 |
| 1980년 선거 | 상원의원 (오리건 제23부)     | 61대 | 민주당 | 65.37% | 24,532표  | 1위  | 오리건 주의원 당선 |
| 1984년 선거 | 상원의원 (오리건 제23부)     | 63대 | 민주당 | 57.13% | 21,167표  | 1위  | 오리건 주의원 당선 |
| 1988년 선거 | 상원의원 (오리건 제23부)     | 65대 | 민주당 | 60.36% | 21,815표  | 1위  | 오리건 주의원 당선 |
| 1994년 선거 | 오리건 주지사                | 35대 | 민주당 | 50.93% | 622,083표 | 1위  | 오리건 주지사 당선 |
| 1998년 선거 | 오리건 주지사                | 35대 | 민주당 | 64.42% | 717,061표 | 1위  | 오리건 주지사 당선 |
| 2010년 선거 | 오리건 주지사                | 37대 | 민주당 | 49.30% | 716,525표 | 1위  | 오리건 주지사 당선 |
| 2014년 선거 | 오리건 주지사                | 37대 | 민주당 | 49.89% | 733,230표 | 1위  | 오리건 주지사 당선 |

| 전임 알 쇼 | 제60대 하원의원 (오리건 제45선거구) 1979년 1월 8일~1981년 1월 12일 | 후임 베르너 앤더슨 |

| 전임 제이슨 보 | 제61·61·63·64·65·66대 상원의원 (오리건 제23부) 1981년 1월 12일~1993년 1월 3일 | 후임 로드 존슨 |

| 전임 에드워드 페이들리 | 제50대 오리건 상원의장 1985년 1월 3일~1993년 1월 3일 | 후임 빌 브래드버리 |

| 전임 바바라 로버츠 | 제35대 오리건 주지사 1995년 1월 9일~2003년 1월 13일 | 후임 테드 쿨롱키 |

| 전임 테드 쿨롱키 | 제37대 오리건 주지사 2011년 1월 10일~2015년 2월 18일 | 후임 케이트 브라운 |